# Vinny Vella
Vincent Frank „Vinny“ Vella (* 11. Januar 1947 in Greenwich Village, New York City; † 20. Februar 2019 in New York City) war ein US-amerikanischer Schauspieler, Talkshow-Moderator und Comedian. In mehr als vierzig Filmen spielte er oft einen Gangster. Er wurde bekannt durch die Rolle des Artie Piscano in Martin Scorseses Casino.

## Leben
Vincent Frank Vella wurde in der Bleecker Street in Greenwich Village (New York City) geboren. Sein Vater der in Little Italy einen Fischladen besaß, stammte aus Bari und seine Mutter stammte aus Neapel.
Vella starb im Beisein seiner Familie in seinem Haus in New York City an den Folgen von Leberkrebs. Er hinterlässt seine Ehefrau Margaret Ann Hernandez und einen gemeinsamen Sohn Vincent „Vinny“ Vella Jr.

## Filmografie (Auswahl)
- 1994: Season of Change – Für einen Augenblick von Zärtlichkeit
- 1995: Casino
- 1996: New York Undercover (Fernsehserie, 1 Folge)
- 1998: The Evil Within
- 1998: Rounders
- 1998: The Court
- 1998: My X-Girlfriend's Wedding Reception
- 1999: Ghost Dog – Der Weg des Samurai (Ghost Dog: The Way of the Samurai)
- 1999: Privatdetektiv Spenser: Verdächtiges Schweigen (Spenser: Small Vices)
- 1999: A System Devoured
- 2000: Mambo Café
- 2000: Interstate 84
- 2000: Wannabes
- 2000: Hey, Vinny (Dokumentarfilm)
- 2000: Father Gaudio's Confession
- 2001: Kissing Jessica (Kissing Jessica Stein)
- 2002: High Times Potluck
- 2002: Reine Nervensache 2 (Analyze That)
- 2002: Four Deadly Reasons
- 2003: This Thing of Ours
- 2003: Coffee and Cigarettes
- 2003: In the Cut
- 2003: The Undertaker’s Dozen
- 2003: Season of the hunted
- 2004: Law & Order (Fernsehserie, 1 Folge)
- 1999–2004: Die Sopranos (Fernsehserie, 4 Folgen)
- 2004: The Kings of Brooklyn
- 2005: The Signs of the Cross
- 2005: Rose Woes and Joe’s
- 2006: Find Me Guilty – Der Mafiaprozess (Find Me Guilty)
- 2006: A Merry Little Christmas
- 2007: Holla at Me
- 2008: Blind Thoughts
- 2009: Chasing the Green
- 2009: Sicilian Tale
- 2009: Partners
- 2009: New York Blood
- 2010: Old Secrets No Lies
- 2011: Bulletproof Gangster (Kill the Irishman)
- 2011: Spy
- 2011: The Red Corvette
- 2011: Humdinger
- 2012: Brooklyn Gangster: The Story of Jose Lucas (Dokumentarfilm)
- 2012: Night Bird
- 2012: Knuckleheads
- 2013: The Orphanage – Das Waisenhaus 2
- 2013: Once Upon a Time in Brooklyn (Goat)
- 2013: The Vinny Vella Show (Fernsehmagazin, 1 Folge)
- 2013: Good Brutha Bad Brutha
- 2015: From Geek to Guido
- 2015: Super Awesome!
- 2017: Scars of a Predator
- 2017: Monsters of Mulberry Street